# Eleições legislativas portuguesas de 2024 no distrito de Viseu
| Eleições legislativas portuguesas de 2024 Distritos: Aveiro \| Beja \| Braga \| Bragança \| Castelo Branco \| Coimbra \| Évora \| Faro \| Guarda \| Leiria \| Lisboa \| Portalegre \| Porto \| Santarém \| Setúbal \| Viana do Castelo \| Vila Real \| Viseu \| Açores \| Madeira \| Estrangeiro |

## Resultados por concelho
Os resultados nos concelhos do Distrito de Viseu foram os seguintes:

### Armamar
| Partido                 | Partido                                  | Votos | %               | +/-   |
| ----------------------- | ---------------------------------------- | ----- | --------------- | ----- |
|                         | Aliança Democrática (PPD/PSD-CDS-PP-PPM) | 1 410 | 40,49 / 100,00  | 4,27  |
|                         | Partido Socialista                       | 782   | 22,46 / 100,00  | 13,34 |
|                         | CHEGA                                    | 740   | 21,25 / 100,00  | 13,97 |
|                         | Alternativa Democrática Nacional         | 104   | 2,99 / 100,00   | 2,89  |
|                         | Coligação Democrática Unitária (PCP-PEV) | 104   | 2,99 / 100,00   | 0,28  |
|                         | Iniciativa Liberal                       | 88    | 2,53 / 100,00   | 0,04  |
|                         | Bloco de Esquerda                        | 70    | 2,01 / 100,00   | 0,19  |
|                         | LIVRE                                    | 35    | 1,01 / 100,00   | 0,48  |
|                         | Outros (com menos de 1,00%)              | 58    | 1,66 / 100,00   |       |
| Votos Inválidos         | Votos Inválidos                          | 91    | 2,61 / 100,00   | 0,51  |
| Total                   | Total                                    | 3 482 | 100,00 / 100,00 |       |
| Eleitorado/Participação | Eleitorado/Participação                  | 5 640 | 61,74 / 100,00  | 10,19 |

| Freguesia                | %     | %     | %     | %    | %    | %    | %    | %    | Votantes | Taxa de Participação |
| Freguesia                | AD    | PS    | CH    | ADN  | CDU  | IL   | BE   | L    | Votantes | Taxa de Participação |
| ------------------------ | ----- | ----- | ----- | ---- | ---- | ---- | ---- | ---- | -------- | -------------------- |
| Freguesia                |       |       |       |      |      |      |      |      | Votantes | Taxa de Participação |
| Aldeias                  | 53,37 | 12,44 | 16,06 | 2,59 | 2,07 | 3,63 | 3,11 | 0,52 | 193      | 61,66                |
| Aricera e Goujoim        | 58,56 | 24,32 | 6,31  | 0    | 1,80 | 4,50 | 0    | 0    | 111      | 59,68                |
| Armamar                  | 38,54 | 20,49 | 22,04 | 2,10 | 5,43 | 2,44 | 2,33 | 1,77 | 903      | 67,49                |
| Cimbres                  | 37,58 | 15,29 | 35,67 | 4,46 | 0    | 1,91 | 0    | 1,27 | 157      | 63,31                |
| Folgosa                  | 33,18 | 34,58 | 14,02 | 4,21 | 4,21 | 2,34 | 4,21 | 0    | 214      | 57,22                |
| Fontelo                  | 42,20 | 27,96 | 16,40 | 2,69 | 2,42 | 2,15 | 2,15 | 0,27 | 372      | 63,92                |
| Queimada                 | 37,58 | 13,38 | 24,84 | 5,10 | 3,82 | 5,73 | 3,18 | 0    | 157      | 62,06                |
| Queimadela               | 45,45 | 24,48 | 12,59 | 3,50 | 2,10 | 4,20 | 0,70 | 1,40 | 143      | 67,14                |
| Santa Cruz               | 37,50 | 15,38 | 35,58 | 0,96 | 3,85 | 0,96 | 0    | 0,96 | 104      | 68,87                |
| São Cosmado              | 42,81 | 22,46 | 25,26 | 3,16 | 1,40 | 0,35 | 1,05 | 1,05 | 285      | 46,88                |
| São Martinho das Chãs    | 48,93 | 17,13 | 21,41 | 3,67 | 0,31 | 2,75 | 1,53 | 1,22 | 327      | 60,67                |
| São Romão e Santiago     | 31,85 | 24,20 | 24,20 | 4,46 | 2,55 | 3,18 | 1,91 | 1,27 | 157      | 59,70                |
| Vacalar                  | 42,42 | 21,97 | 18,18 | 3,79 | 0,76 | 3,03 | 3,79 | 1,52 | 132      | 72,13                |
| Vila Seca e Santo Adrião | 24,67 | 37,44 | 25,55 | 3,08 | 3,52 | 1,32 | 1,76 | 0,44 | 227      | 58,35                |
| Armamar                  | 40,49 | 22,46 | 21,25 | 2,99 | 2,99 | 2,53 | 2,01 | 1,01 | 3 482    | 61,74                |

### Carregal do Sal
| Partido                 | Partido                                  | Votos | %               | +/-   |
| ----------------------- | ---------------------------------------- | ----- | --------------- | ----- |
|                         | Aliança Democrática (PPD/PSD-CDS-PP-PPM) | 1 838 | 35,19 / 100,00  | 1,13  |
|                         | Partido Socialista                       | 1 412 | 27,03 / 100,00  | 16,34 |
|                         | CHEGA                                    | 1 062 | 20,33 / 100,00  | 11,99 |
|                         | Alternativa Democrática Nacional         | 204   | 3,91 / 100,00   | 3,82  |
|                         | Bloco de Esquerda                        | 167   | 3,20 / 100,00   | 0,35  |
|                         | Iniciativa Liberal                       | 124   | 2,37 / 100,00   | 0,28  |
|                         | LIVRE                                    | 69    | 1,32 / 100,00   | 0,78  |
|                         | Pessoas–Animais–Natureza                 | 67    | 1,28 / 100,00   | 0,39  |
|                         | Coligação Democrática Unitária (PCP-PEV) | 61    | 1,17 / 100,00   | 0,18  |
|                         | Outros (com menos de 1,00%)              | 56    | 1,07 / 100,00   |       |
| Votos Inválidos         | Votos Inválidos                          | 163   | 3,12 / 100,00   | 0,53  |
| Total                   | Total                                    | 5 223 | 100,00 / 100,00 |       |
| Eleitorado/Participação | Eleitorado/Participação                  | 8 912 | 58,61 / 100,00  | 7,65  |

| Freguesia          | %     | %     | %     | %    | %    | %    | %    | %    | %    | Votantes | Taxa de Participação |
| Freguesia          | AD    | PS    | CH    | ADN  | BE   | IL   | L    | PAN  | CDU  | Votantes | Taxa de Participação |
| ------------------ | ----- | ----- | ----- | ---- | ---- | ---- | ---- | ---- | ---- | -------- | -------------------- |
| Freguesia          |       |       |       |      |      |      |      |      |      | Votantes | Taxa de Participação |
| Beijós             | 38,20 | 25,14 | 22,46 | 3,45 | 1,73 | 2,30 | 1,15 | 1,15 | 0,58 | 521      | 62,47                |
| Cabanas de Viriato | 33,67 | 32,41 | 17,02 | 5,30 | 2,77 | 2,02 | 0,63 | 0,50 | 0,76 | 793      | 57,97                |
| Carregal do Sal    | 36,70 | 25,23 | 21,70 | 3,26 | 2,45 | 2,61 | 1,52 | 1,69 | 1,09 | 1 839    | 58,36                |
| Oliveira do Conde  | 32,67 | 28,47 | 18,56 | 4,02 | 4,32 | 2,70 | 1,32 | 1,44 | 1,62 | 1 665    | 60,55                |
| Parada             | 37,78 | 21,23 | 25,19 | 4,20 | 4,69 | 0,74 | 1,98 | 0,49 | 1,23 | 405      | 50,06                |
| Carregal do Sal    | 35,19 | 27,03 | 20,33 | 3,91 | 3,20 | 2,37 | 1,32 | 1,28 | 1,17 | 5 223    | 58,61                |

### Castro Daire
| Partido                 | Partido                                  | Votos  | %               | +/-   |
| ----------------------- | ---------------------------------------- | ------ | --------------- | ----- |
|                         | Aliança Democrática (PPD/PSD-CDS-PP-PPM) | 3 070  | 38,06 / 100,00  | 4,85  |
|                         | Partido Socialista                       | 2 077  | 25,75 / 100,00  | 12,66 |
|                         | CHEGA                                    | 1 814  | 22,49 / 100,00  | 12,56 |
|                         | Alternativa Democrática Nacional         | 259    | 3,21 / 100,00   | 3,15  |
|                         | Bloco de Esquerda                        | 177    | 2,19 / 100,00   | 0,50  |
|                         | Iniciativa Liberal                       | 150    | 1,86 / 100,00   | 0,18  |
|                         | Coligação Democrática Unitária (PCP-PEV) | 105    | 1,30 / 100,00   | 0,15  |
|                         | Outros (com menos de 1,00%)              | 205    | 2,53 / 100,00   |       |
| Votos Inválidos         | Votos Inválidos                          | 209    | 2,60 / 100,00   | 0,33  |
| Total                   | Total                                    | 8 066  | 100,00 / 100,00 |       |
| Eleitorado/Participação | Eleitorado/Participação                  | 13 670 | 59,01 / 100,00  | 9,67  |

| Freguesia                 | %     | %     | %     | %    | %    | %    | %    | Votantes | Taxa de Participação |
| Freguesia                 | AD    | PS    | CH    | ADN  | BE   | IL   | CDU  | Votantes | Taxa de Participação |
| ------------------------- | ----- | ----- | ----- | ---- | ---- | ---- | ---- | -------- | -------------------- |
| Freguesia                 |       |       |       |      |      |      |      | Votantes | Taxa de Participação |
| Almofala                  | 58,68 | 23,97 | 9,09  | 1,65 | 0    | 0,83 | 0,83 | 121      | 53,07                |
| Cabril                    | 29,84 | 49,74 | 10,47 | 3,66 | 0,52 | 1,05 | 2,62 | 191      | 59,13                |
| Castro Daire              | 37,19 | 24,56 | 22,64 | 2,78 | 2,78 | 2,63 | 1,58 | 2 659    | 62,13                |
| Cujó                      | 56,98 | 18,60 | 12,21 | 4,07 | 1,74 | 1,16 | 0,58 | 172      | 63,00                |
| Gosende                   | 38,66 | 26,80 | 17,53 | 4,12 | 2,58 | 1,03 | 1,55 | 194      | 55,59                |
| Mamouros, Alva e Ribolhos | 34,41 | 21,91 | 28,59 | 3,09 | 3,47 | 2,48 | 0,99 | 808      | 63,32                |
| Mezio e Moura Morta       | 44,76 | 16,19 | 25,40 | 2,54 | 0,63 | 0,95 | 0,95 | 315      | 65,63                |
| Mões                      | 35,43 | 26,16 | 25,72 | 3,86 | 1,88 | 1,55 | 0,88 | 906      | 53,55                |
| Moledo                    | 39,64 | 27,14 | 23,93 | 3,39 | 1,07 | 0,36 | 1,25 | 560      | 47,86                |
| Monteiras                 | 35,48 | 20,16 | 32,66 | 4,84 | 0,81 | 0,81 | 0,81 | 248      | 58,49                |
| Parada de Ester e Ester   | 34,57 | 38,75 | 13,23 | 3,02 | 1,86 | 2,09 | 2,09 | 431      | 58,88                |
| Pepim                     | 49,71 | 20,57 | 17,14 | 4,57 | 1,71 | 0,57 | 0    | 175      | 59,73                |
| Picão e Ermida            | 51,67 | 15,61 | 18,59 | 2,23 | 3,72 | 1,86 | 2,23 | 269      | 62,27                |
| Pinheiro                  | 35,40 | 32,56 | 20,41 | 4,13 | 0,78 | 1,81 | 0,26 | 387      | 56,58                |
| Reriz e Gafanhão          | 27,67 | 34,42 | 23,26 | 2,79 | 3,26 | 1,63 | 1,86 | 430      | 60,73                |
| São Joaninho              | 49,50 | 15,00 | 25,50 | 3,50 | 0,50 | 1,50 | 0,50 | 200      | 61,35                |
| Castro Daire              | 38,06 | 25,75 | 22,49 | 3,21 | 2,19 | 1,86 | 1,30 | 8 066    | 59,01                |

### Cinfães
| Partido                 | Partido                                  | Votos  | %               | +/-   |
| ----------------------- | ---------------------------------------- | ------ | --------------- | ----- |
|                         | Partido Socialista                       | 3 493  | 36,43 / 100,00  | 16,21 |
|                         | Aliança Democrática (PPD/PSD-CDS-PP-PPM) | 3 153  | 32,89 / 100,00  | 0,84  |
|                         | CHEGA                                    | 1 544  | 16,11 / 100,00  | 11,14 |
|                         | Alternativa Democrática Nacional         | 316    | 3,30 / 100,00   | 3,17  |
|                         | Iniciativa Liberal                       | 190    | 1,98 / 100,00   | 0,79  |
|                         | Bloco de Esquerda                        | 188    | 1,96 / 100,00   | 0,02  |
|                         | Pessoas–Animais–Natureza                 | 113    | 1,18 / 100,00   | 0,58  |
|                         | Coligação Democrática Unitária (PCP-PEV) | 106    | 1,11 / 100,00   | 0,01  |
|                         | Reagir Incluir Reciclar                  | 100    | 1,04 / 100,00   | 0,06  |
|                         | Outros (com menos de 1,00%)              | 137    | 1,70 / 100,00   |       |
| Votos Inválidos         | Votos Inválidos                          | 221    | 2,31 / 100,00   | 0,53  |
| Total                   | Total                                    | 9 587  | 100,00 / 100,00 |       |
| Eleitorado/Participação | Eleitorado/Participação                  | 15 993 | 59,94 / 100,00  | 9,54  |

| Freguesia                            | %     | %     | %     | %    | %    | %    | %    | %    | %    | Votantes | Taxa de Participação |
| Freguesia                            | PS    | AD    | CH    | ADN  | IL   | BE   | PAN  | CDU  | RIR  | Votantes | Taxa de Participação |
| ------------------------------------ | ----- | ----- | ----- | ---- | ---- | ---- | ---- | ---- | ---- | -------- | -------------------- |
| Freguesia                            |       |       |       |      |      |      |      |      |      | Votantes | Taxa de Participação |
| Alhões, Bustelo, Gralheira e Ramires | 40,44 | 30,75 | 17,45 | 3,88 | 0,83 | 0,83 | 0,28 | 0,83 | 0    | 361      | 70,65                |
| Cinfães                              | 39,07 | 30,34 | 15,72 | 1,90 | 2,64 | 2,52 | 0,98 | 1,78 | 0,68 | 1 628    | 60,14                |
| Espadanedo                           | 21,79 | 48,07 | 15,46 | 4,33 | 1,70 | 1,08 | 1,24 | 0,46 | 1,08 | 647      | 65,22                |
| Ferreiros de Tendais                 | 39,26 | 31,88 | 17,45 | 3,36 | 1,68 | 1,01 | 0    | 2,35 | 0,34 | 298      | 60,69                |
| Fornelos                             | 40,23 | 30,17 | 14,94 | 2,87 | 1,44 | 1,15 | 0,86 | 0,86 | 2,30 | 348      | 68,24                |
| Moimenta                             | 36,10 | 24,48 | 19,09 | 3,73 | 3,73 | 2,49 | 2,49 | 0,41 | 2,07 | 241      | 68,86                |
| Nespereira                           | 28,26 | 39,44 | 15,11 | 5,49 | 1,97 | 2,38 | 0,62 | 1,04 | 1,14 | 966      | 60,83                |
| Oliveira do Douro                    | 48,14 | 24,77 | 12,85 | 2,32 | 0,93 | 2,17 | 1,39 | 2,48 | 1,55 | 646      | 56,72                |
| Santiago de Piães                    | 35,58 | 35,06 | 14,75 | 3,88 | 2,33 | 1,68 | 0,52 | 0,78 | 0,91 | 773      | 52,37                |
| São Cristóvão de Nogueira            | 44,57 | 25,64 | 15,87 | 2,81 | 2,08 | 2,32 | 2,08 | 1,22 | 0,98 | 819      | 55,53                |
| Souselo                              | 34,24 | 32,71 | 18,89 | 3,26 | 2,01 | 2,22 | 1,39 | 0,76 | 0,97 | 1 440    | 57,10                |
| Tarouquela                           | 36,58 | 33,16 | 16,75 | 3,08 | 1,37 | 1,54 | 2,56 | 0,51 | 2,05 | 585      | 61,51                |
| Tendais                              | 24,44 | 47,16 | 14,81 | 3,95 | 1,23 | 1,23 | 1,23 | 0,74 | 0,74 | 405      | 65,22                |
| Travanca                             | 45,58 | 23,26 | 16,74 | 2,79 | 2,79 | 2,09 | 0,70 | 0,23 | 0,70 | 430      | 65,15                |
| Cinfães                              | 36,43 | 32,89 | 16,11 | 3,30 | 1,98 | 1,96 | 1,18 | 1,14 | 1,04 | 9 587    | 59,94                |

### Lamego
| Partido                 | Partido                                  | Votos  | %               | +/-   |
| ----------------------- | ---------------------------------------- | ------ | --------------- | ----- |
|                         | Aliança Democrática (PPD/PSD-CDS-PP-PPM) | 5 333  | 35,52 / 100,00  | 1,65  |
|                         | Partido Socialista                       | 4 607  | 30,69 / 100,00  | 13,74 |
|                         | CHEGA                                    | 2 815  | 18,75 / 100,00  | 11,14 |
|                         | Alternativa Democrática Nacional         | 402    | 2,68 / 100,00   | 2,66  |
|                         | Iniciativa Liberal                       | 376    | 2,50 / 100,00   | 0,50  |
|                         | Bloco de Esquerda                        | 368    | 2,45 / 100,00   | 0,05  |
|                         | Coligação Democrática Unitária (PCP-PEV) | 309    | 2,06 / 100,00   | 0,26  |
|                         | LIVRE                                    | 204    | 1,36 / 100,00   | 0,86  |
|                         | Pessoas–Animais–Natureza                 | 179    | 1,19 / 100,00   | 0,27  |
|                         | Outros (com menos de 1,00%)              | 108    | 0,73 / 100,00   |       |
| Votos Inválidos         | Votos Inválidos                          | 312    | 2,08 / 100,00   | 0,30  |
| Total                   | Total                                    | 15 013 | 100,00 / 100,00 |       |
| Eleitorado/Participação | Eleitorado/Participação                  | 23 156 | 64,83 / 100,00  | 8,31  |

| Freguesia                      | %     | %     | %     | %    | %    | %    | %     | %    | %    | Votantes | Taxa de Participação |
| Freguesia                      | AD    | PS    | CH    | ADN  | IL   | BE   | CDU   | L    | PAN  | Votantes | Taxa de Participação |
| ------------------------------ | ----- | ----- | ----- | ---- | ---- | ---- | ----- | ---- | ---- | -------- | -------------------- |
| Freguesia                      |       |       |       |      |      |      |       |      |      | Votantes | Taxa de Participação |
| Avões                          | 25,48 | 25,81 | 21,94 | 0,97 | 2,58 | 2,26 | 13,87 | 1,61 | 1,29 | 310      | 68,28                |
| Bigorne, Magueija e Pretarouca | 32,33 | 36,09 | 15,04 | 3,76 | 2,26 | 2,51 | 2,76  | 2,26 | 0,50 | 399      | 66,17                |
| Britiande                      | 34,65 | 29,57 | 20,72 | 2,26 | 2,07 | 4,90 | 0,56  | 1,88 | 1,32 | 531      | 67,13                |
| Cambres                        | 27,66 | 39,41 | 20,56 | 1,59 | 2,45 | 1,96 | 2,69  | 0,73 | 0,73 | 817      | 52,10                |
| Cepões, Meijinhos e Melcões    | 44,53 | 25,83 | 16,64 | 2,38 | 1,27 | 1,58 | 1,74  | 0,95 | 1,43 | 631      | 66,28                |
| Ferreirim                      | 32,04 | 34,07 | 20,93 | 3,89 | 1,48 | 2,04 | 0,93  | 0,19 | 0,56 | 540      | 64,29                |
| Ferreiros de Avões             | 40,15 | 25,55 | 18,98 | 3,28 | 1,82 | 2,55 | 3,28  | 0,73 | 0,36 | 274      | 67,99                |
| Figueira                       | 42,13 | 19,66 | 23,03 | 2,81 | 2,81 | 2,25 | 2,25  | 1,12 | 0    | 178      | 57,61                |
| Lalim                          | 42,97 | 29,72 | 14,66 | 3,61 | 1,81 | 1,00 | 0,20  | 1,00 | 1,20 | 498      | 72,07                |
| Lamego (Almacave e Sé)         | 35,48 | 30,37 | 18,23 | 2,53 | 3,10 | 2,93 | 2,03  | 1,64 | 1,46 | 7 398    | 66,08                |
| Lazarim                        | 46,94 | 20,41 | 17,69 | 3,40 | 2,38 | 1,70 | 0,68  | 1,36 | 1,36 | 294      | 71,53                |
| Parada do Bispo e Valdigem     | 27,55 | 40,94 | 18,68 | 2,08 | 2,08 | 0,94 | 2,45  | 0,75 | 1,70 | 530      | 57,92                |
| Penajoia                       | 39,71 | 29,12 | 18,53 | 3,87 | 1,63 | 1,43 | 0,81  | 0,81 | 0,41 | 491      | 61,84                |
| Penude                         | 36,98 | 28,64 | 20,74 | 2,93 | 2,25 | 1,80 | 0,68  | 1,13 | 0,79 | 887      | 65,80                |
| Samodães                       | 34,38 | 30,21 | 17,71 | 4,17 | 2,08 | 3,13 | 1,04  | 1,04 | 3,13 | 96       | 63,16                |
| Sande                          | 29,56 | 36,90 | 23,06 | 2,31 | 0,84 | 1,26 | 2,31  | 1,05 | 0,84 | 477      | 63,94                |
| Várzea de Abrunhais            | 30,18 | 33,33 | 22,07 | 3,15 | 1,35 | 2,70 | 1,80  | 0,45 | 0,90 | 222      | 66,67                |
| Vila Nova de Souto d'El-Rei    | 42,95 | 23,64 | 16,82 | 2,05 | 2,05 | 1,59 | 2,05  | 1,82 | 0,45 | 440      | 67,59                |
| Lamego                         | 35,52 | 30,69 | 18,75 | 2,68 | 2,50 | 2,45 | 2,06  | 1,36 | 1,19 | 15 013   | 64,83                |

### Mangualde
| Partido                 | Partido                                  | Votos  | %               | +/-   |
| ----------------------- | ---------------------------------------- | ------ | --------------- | ----- |
|                         | Aliança Democrática (PPD/PSD-CDS-PP-PPM) | 3 425  | 31,67 / 100,00  | 1,53  |
|                         | Partido Socialista                       | 3 313  | 30,64 / 100,00  | 14,70 |
|                         | CHEGA                                    | 2 355  | 21,78 / 100,00  | 12,52 |
|                         | Alternativa Democrática Nacional         | 286    | 2,64 / 100,00   | 2,51  |
|                         | Iniciativa Liberal                       | 246    | 2,28 / 100,00   | 0,01  |
|                         | Bloco de Esquerda                        | 229    | 2,12 / 100,00   | 0,67  |
|                         | LIVRE                                    | 185    | 1,71 / 100,00   | 1,03  |
|                         | Coligação Democrática Unitária (PCP-PEV) | 160    | 1,48 / 100,00   | 0,28  |
|                         | Pessoas–Animais–Natureza                 | 151    | 1,40 / 100,00   | 0,47  |
|                         | Outros (com menos de 1,00%)              | 95     | 0,88 / 100,00   |       |
| Votos Inválidos         | Votos Inválidos                          | 368    | 3,40 / 100,00   | 0,86  |
| Total                   | Total                                    | 10 813 | 100,00 / 100,00 |       |
| Eleitorado/Participação | Eleitorado/Participação                  | 17 775 | 60,83 / 100,00  | 9,75  |

| Freguesia                                 | %     | %     | %     | %    | %    | %    | %    | %    | %    | Votantes | Taxa de Participação |
| Freguesia                                 | AD    | PS    | CH    | ADN  | IL   | BE   | L    | CDU  | PAN  | Votantes | Taxa de Participação |
| ----------------------------------------- | ----- | ----- | ----- | ---- | ---- | ---- | ---- | ---- | ---- | -------- | -------------------- |
| Freguesia                                 |       |       |       |      |      |      |      |      |      | Votantes | Taxa de Participação |
| Abrunhosa-a-Velha                         | 30,70 | 32,46 | 25,00 | 1,75 | 0,88 | 0,44 | 0,88 | 1,75 | 2,19 | 228      | 50,11                |
| Alcafache                                 | 25,68 | 35,99 | 20,23 | 2,33 | 1,95 | 2,33 | 1,56 | 2,14 | 2,92 | 514      | 66,41                |
| Cunha Baixa                               | 34,74 | 27,58 | 22,74 | 3,58 | 1,68 | 1,89 | 0,84 | 0,63 | 1,26 | 475      | 55,04                |
| Espinho                                   | 31,65 | 29,03 | 27,53 | 3,56 | 1,50 | 1,69 | 0,56 | 0,56 | 0,94 | 534      | 57,67                |
| Fornos de Maceira Dão                     | 32,44 | 28,19 | 23,33 | 3,28 | 2,92 | 1,70 | 1,46 | 1,34 | 0,97 | 823      | 63,26                |
| Freixiosa                                 | 35,66 | 25,17 | 16,78 | 6,29 | 0    | 4,20 | 0,70 | 4,20 | 0,70 | 143      | 52,38                |
| Mangualde, Mesquitela e Cunha Alta        | 31,60 | 31,14 | 20,39 | 2,21 | 2,86 | 2,42 | 2,26 | 1,61 | 1,52 | 5 659    | 60,57                |
| Moimenta de Maceira Dão e Lobelhe do Mato | 33,58 | 28,28 | 26,46 | 1,64 | 0,55 | 1,46 | 1,09 | 1,46 | 1,28 | 548      | 68,16                |
| Quintela de Azurara                       | 26,36 | 40,91 | 18,18 | 3,94 | 1,21 | 1,82 | 2,73 | 0    | 0,61 | 330      | 67,35                |
| Santiago de Cassurrães e Póvoa de Cervães | 27,75 | 32,64 | 24,55 | 2,37 | 1,67 | 1,95 | 1,26 | 1,95 | 0,70 | 717      | 63,01                |
| São João da Fresta                        | 36,11 | 31,48 | 12,96 | 5,56 | 0    | 1,85 | 0    | 3,70 | 1,85 | 108      | 60,67                |
| Tavares (Chãs, Várzea e Travanca)         | 37,33 | 24,52 | 23,71 | 3,81 | 1,77 | 1,50 | 0,41 | 0,68 | 1,23 | 734      | 59,67                |
| Mangualde                                 | 31,67 | 30,64 | 21,78 | 2,64 | 2,28 | 2,12 | 1,71 | 1,48 | 1,40 | 10 813   | 60,83                |

### Moimenta da Beira
| Partido                 | Partido                                  | Votos | %               | +/-   |
| ----------------------- | ---------------------------------------- | ----- | --------------- | ----- |
|                         | Aliança Democrática (PPD/PSD-CDS-PP-PPM) | 2 035 | 35,55 / 100,00  | 2,85  |
|                         | Partido Socialista                       | 1 664 | 29,07 / 100,00  | 15,57 |
|                         | CHEGA                                    | 1 186 | 20,72 / 100,00  | 12,07 |
|                         | Alternativa Democrática Nacional         | 207   | 3,62 / 100,00   | 3,52  |
|                         | Iniciativa Liberal                       | 120   | 2,10 / 100,00   | 0,91  |
|                         | Bloco de Esquerda                        | 104   | 1,82 / 100,00   | 0,32  |
|                         | Coligação Democrática Unitária (PCP-PEV) | 79    | 1,38 / 100,00   | 0,01  |
|                         | LIVRE                                    | 60    | 1,05 / 100,00   | 0,72  |
|                         | Outros (com menos de 1,00%)              | 105   | 1,83 / 100,00   |       |
| Votos Inválidos         | Votos Inválidos                          | 164   | 2,86 / 100,00   | 0,72  |
| Total                   | Total                                    | 5 724 | 100,00 / 100,00 |       |
| Eleitorado/Participação | Eleitorado/Participação                  | 9 945 | 57,56 / 100,00  | 7,09  |

| Freguesia                            | %     | %     | %     | %    | %    | %    | %    | %    | Votantes | Taxa de Participação |
| Freguesia                            | AD    | PS    | CH    | ADN  | IL   | BE   | CDU  | L    | Votantes | Taxa de Participação |
| ------------------------------------ | ----- | ----- | ----- | ---- | ---- | ---- | ---- | ---- | -------- | -------------------- |
| Freguesia                            |       |       |       |      |      |      |      |      | Votantes | Taxa de Participação |
| Alvite                               | 38,26 | 33,05 | 15,77 | 4,19 | 1,68 | 0,84 | 1,01 | 0,67 | 596      | 49,46                |
| Arcozelos                            | 36,94 | 31,21 | 16,88 | 2,23 | 2,23 | 1,91 | 0,64 | 0,64 | 314      | 59,47                |
| Baldos                               | 35,19 | 26,85 | 23,15 | 1,85 | 0,93 | 1,85 | 0,93 | 0    | 108      | 58,38                |
| Cabaços                              | 28,00 | 30,29 | 29,14 | 3,43 | 1,71 | 0    | 2,86 | 0    | 175      | 55,03                |
| Caria                                | 38,75 | 18,75 | 23,75 | 6,25 | 1,67 | 3,33 | 1,67 | 0,42 | 240      | 53,81                |
| Castelo                              | 46,96 | 24,53 | 17,39 | 3,48 | 0    | 0    | 0,87 | 0    | 115      | 42,91                |
| Leomil                               | 39,62 | 21,10 | 22,64 | 2,92 | 1,89 | 1,89 | 3,77 | 1,03 | 583      | 60,10                |
| Moimenta da Beira                    | 31,18 | 33,11 | 20,61 | 3,01 | 2,84 | 2,56 | 1,08 | 1,42 | 1 761    | 61,04                |
| Paradinha e Nagosa                   | 33,85 | 31,54 | 18,46 | 6,92 | 0,77 | 1,54 | 0    | 0,77 | 130      | 60,47                |
| Passô                                | 24,06 | 35,38 | 25,94 | 3,77 | 2,36 | 1,42 | 1,89 | 0,94 | 212      | 65,84                |
| Pêra Velha, Aldeia de Nacomba e Ariz | 40,14 | 22,94 | 21,51 | 4,66 | 2,87 | 1,79 | 1,08 | 0,36 | 279      | 56,59                |
| Peva e Segões                        | 46,56 | 20,33 | 21,31 | 3,93 | 0,33 | 0,66 | 0,66 | 2,95 | 305      | 55,56                |
| Sarzedo                              | 31,94 | 29,17 | 23,61 | 5,56 | 1,39 | 0    | 5,56 | 0    | 72       | 58,54                |
| Sever                                | 40,94 | 24,16 | 23,83 | 4,70 | 1,68 | 1,01 | 0,67 | 0,34 | 298      | 61,07                |
| Vila da Rua                          | 35,19 | 31,09 | 15,25 | 4,11 | 2,64 | 3,52 | 1,17 | 1,76 | 341      | 59,41                |
| Vilar                                | 32,31 | 34,36 | 24,10 | 2,05 | 2,05 | 0    | 0    | 1,03 | 195      | 51,86                |
| Moimenta da Beira                    | 35,55 | 29,07 | 20,72 | 3,62 | 2,10 | 1,82 | 1,38 | 1,05 | 5 724    | 57,56                |

### Mortágua
| Partido                 | Partido                                  | Votos | %               | +/-   |
| ----------------------- | ---------------------------------------- | ----- | --------------- | ----- |
|                         | Aliança Democrática (PPD/PSD-CDS-PP-PPM) | 1 738 | 35,32 / 100,00  | 1,45  |
|                         | Partido Socialista                       | 1 408 | 28,61 / 100,00  | 14,51 |
|                         | CHEGA                                    | 705   | 14,33 / 100,00  | 7,98  |
|                         | Bloco de Esquerda                        | 233   | 4,73 / 100,00   | 0,65  |
|                         | Alternativa Democrática Nacional         | 189   | 3,84 / 100,00   | 3,79  |
|                         | Iniciativa Liberal                       | 146   | 2,97 / 100,00   | 0,56  |
|                         | LIVRE                                    | 74    | 1,50 / 100,00   | 0,80  |
|                         | Coligação Democrática Unitária (PCP-PEV) | 60    | 1,22 / 100,00   | 0,15  |
|                         | Pessoas–Animais–Natureza                 | 57    | 1,16 / 100,00   | 0,55  |
|                         | Outros (com menos de 1,00%)              | 49    | 0,99 / 100,00   |       |
| Votos Inválidos         | Votos Inválidos                          | 262   | 5,32 / 100,00   | 1,65  |
| Total                   | Total                                    | 4 921 | 100,00 / 100,00 |       |
| Eleitorado/Participação | Eleitorado/Participação                  | 8 250 | 59,65 / 100,00  | 7,08  |

| Freguesia                                     | %     | %     | %     | %    | %    | %    | %    | %    | %    | Votantes | Taxa de Participação |
| Freguesia                                     | AD    | PS    | CH    | BE   | ADN  | IL   | L    | CDU  | PAN  | Votantes | Taxa de Participação |
| --------------------------------------------- | ----- | ----- | ----- | ---- | ---- | ---- | ---- | ---- | ---- | -------- | -------------------- |
| Freguesia                                     |       |       |       |      |      |      |      |      |      | Votantes | Taxa de Participação |
| Cercosa                                       | 30,19 | 43,40 | 11,32 | 2,52 | 3,14 | 1,89 | 2,52 | 0,63 | 2,52 | 159      | 59,11                |
| Espinho                                       | 42,13 | 23,03 | 16,85 | 2,81 | 3,93 | 3,18 | 0,19 | 0,94 | 0,94 | 534      | 54,88                |
| Marmeleira                                    | 30,87 | 35,22 | 13,04 | 4,35 | 3,91 | 3,91 | 0,87 | 0,87 | 2,61 | 230      | 57,36                |
| Mortágua, Vale de Remígio, Cortegaça e Almaça | 30,30 | 34,38 | 11,77 | 6,24 | 3,19 | 2,77 | 2,02 | 1,31 | 0,98 | 2 132    | 62,16                |
| Pala                                          | 36,09 | 19,92 | 21,10 | 2,76 | 5,13 | 2,37 | 1,38 | 1,58 | 1,97 | 507      | 58,14                |
| Sobral                                        | 42,08 | 21,04 | 15,32 | 4,50 | 4,85 | 3,64 | 1,39 | 0,95 | 0,69 | 1 155    | 59,14                |
| Trezoi                                        | 38,73 | 28,43 | 15,69 | 2,45 | 1,96 | 1,96 | 0,49 | 2,45 | 1,47 | 204      | 57,95                |
| Mortágua                                      | 35,32 | 28,61 | 14,33 | 4,73 | 3,84 | 2,97 | 1,50 | 1,22 | 1,16 | 4 921    | 59,65                |

### Nelas
| Partido                 | Partido                                  | Votos  | %               | +/-     |
| ----------------------- | ---------------------------------------- | ------ | --------------- | ------- |
|                         | Aliança Democrática (PPD/PSD-CDS-PP-PPM) | 2 382  | 31,77 / 100,00  | 2,64    |
|                         | Partido Socialista                       | 2 251  | 30,02 / 100,00  | 13,90   |
|                         | CHEGA                                    | 1 574  | 20,99 / 100,00  | 12,50   |
|                         | Bloco de Esquerda                        | 257    | 3,43 / 100,00   | 0,06    |
|                         | Iniciativa Liberal                       | 211    | 2,81 / 100,00   | 0,68    |
|                         | Alternativa Democrática Nacional         | 210    | 2,80 / 100,00   | 2,68    |
|                         | Coligação Democrática Unitária (PCP-PEV) | 130    | 1,73 / 100,00   | 0,43    |
|                         | LIVRE                                    | 119    | 1,59 / 100,00   | 0,91    |
|                         | Pessoas–Animais–Natureza                 | 99     | 1,32 / 100,00   | Estável |
|                         | Outros (com menos de 1,00%)              | 71     | 0,94 / 100,00   |         |
| Votos Inválidos         | Votos Inválidos                          | 194    | 2,59 / 100,00   | 0,09    |
| Total                   | Total                                    | 7 498  | 100,00 / 100,00 |         |
| Eleitorado/Participação | Eleitorado/Participação                  | 12 336 | 60,78 / 100,00  | 8,11    |

| Freguesia                    | %     | %     | %     | %    | %    | %    | %    | %    | %    | Votantes | Taxa de Participação |
| Freguesia                    | AD    | PS    | CH    | BE   | IL   | ADN  | CDU  | L    | PAN  | Votantes | Taxa de Participação |
| ---------------------------- | ----- | ----- | ----- | ---- | ---- | ---- | ---- | ---- | ---- | -------- | -------------------- |
| Freguesia                    |       |       |       |      |      |      |      |      |      | Votantes | Taxa de Participação |
| Canas de Senhorim            | 31,15 | 30,88 | 17,68 | 4,79 | 2,77 | 2,66 | 2,61 | 1,97 | 1,76 | 1 878    | 61,72                |
| Carvalhal Redondo e Aguieira | 31,33 | 31,95 | 21,68 | 2,88 | 2,76 | 2,88 | 1,63 | 1,00 | 0,50 | 798      | 58,42                |
| Lapa do Lobo                 | 27,98 | 39,90 | 13,47 | 2,07 | 1,55 | 2,59 | 6,48 | 1,55 | 0,78 | 386      | 61,46                |
| Nelas                        | 31,88 | 27,59 | 23,34 | 3,31 | 3,27 | 2,65 | 0,97 | 1,95 | 1,33 | 2 566    | 61,58                |
| Santar e Moreira             | 29,69 | 35,39 | 17,35 | 3,26 | 3,26 | 3,84 | 0,93 | 1,05 | 2,21 | 859      | 60,58                |
| Senhorim                     | 35,14 | 26,49 | 26,49 | 0,68 | 1,87 | 3,23 | 0,85 | 0,85 | 0,68 | 589      | 54,54                |
| Vilar Seco                   | 37,68 | 22,27 | 26,78 | 4,50 | 1,90 | 1,66 | 1,18 | 0,95 | 0,47 | 422      | 66,56                |
| Nelas                        | 31,77 | 30,02 | 20,99 | 3,43 | 2,81 | 2,80 | 1,73 | 1,59 | 1,32 | 7 498    | 60,78                |

### Oliveira de Frades
| Partido                 | Partido                                  | Votos | %               | +/-   |
| ----------------------- | ---------------------------------------- | ----- | --------------- | ----- |
|                         | Aliança Democrática (PPD/PSD-CDS-PP-PPM) | 2 418 | 40,90 / 100,00  | 2,76  |
|                         | Partido Socialista                       | 1 318 | 22,29 / 100,00  | 14,12 |
|                         | CHEGA                                    | 1 311 | 22,18 / 100,00  | 14,35 |
|                         | Iniciativa Liberal                       | 142   | 2,40 / 100,00   | 0,01  |
|                         | Alternativa Democrática Nacional         | 141   | 2,38 / 100,00   | 2,32  |
|                         | Bloco de Esquerda                        | 132   | 2,23 / 100,00   | 0,45  |
|                         | LIVRE                                    | 98    | 1,66 / 100,00   | 1,06  |
|                         | Coligação Democrática Unitária (PCP-PEV) | 70    | 1,18 / 100,00   | 0,46  |
|                         | Pessoas–Animais–Natureza                 | 59    | 1,00 / 100,00   | 0,04  |
|                         | Outros (com menos de 1,00%)              | 59    | 1,00 / 100,00   |       |
| Votos Inválidos         | Votos Inválidos                          | 164   | 2,78 / 100,00   | 0,50  |
| Total                   | Total                                    | 5 912 | 100,00 / 100,00 |       |
| Eleitorado/Participação | Eleitorado/Participação                  | 8 620 | 68,58 / 100,00  | 8,88  |

| Freguesia                                    | %     | %     | %     | %    | %    | %    | %    | %    | %    | Votantes | Taxa de Participação |
| Freguesia                                    | AD    | PS    | CH    | IL   | ADN  | BE   | L    | CDU  | PAN  | Votantes | Taxa de Participação |
| -------------------------------------------- | ----- | ----- | ----- | ---- | ---- | ---- | ---- | ---- | ---- | -------- | -------------------- |
| Freguesia                                    |       |       |       |      |      |      |      |      |      | Votantes | Taxa de Participação |
| Arca e Varzielas                             | 52,12 | 9,79  | 23,02 | 1,85 | 4,50 | 1,85 | 1,06 | 0,53 | 0,53 | 378      | 65,06                |
| Arcozelo das Maias                           | 37,22 | 22,41 | 25,19 | 2,28 | 2,03 | 1,77 | 1,27 | 1,65 | 1,14 | 790      | 65,61                |
| Destriz e Reigoso                            | 35,59 | 33,83 | 16,54 | 1,25 | 1,75 | 3,26 | 2,01 | 1,75 | 0,75 | 399      | 71,38                |
| Oliveira de Frades, Souto de Lafões e Sejães | 39,49 | 21,74 | 23,46 | 2,87 | 1,97 | 2,62 | 2,10 | 1,20 | 1,46 | 2 332    | 69,88                |
| Pinheiro                                     | 43,79 | 21,47 | 18,22 | 2,40 | 2,82 | 2,68 | 1,69 | 1,69 | 0,56 | 708      | 68,08                |
| Ribeiradio                                   | 37,81 | 27,60 | 22,58 | 2,15 | 2,15 | 1,97 | 1,43 | 0,54 | 0,36 | 558      | 70,81                |
| São João da Serra                            | 44,19 | 24,34 | 17,98 | 1,50 | 4,12 | 0,75 | 1,50 | 1,50 | 0,37 | 267      | 61,95                |
| São Vicente de Lafões                        | 46,88 | 18,96 | 22,71 | 2,50 | 2,50 | 1,04 | 0,63 | 0,21 | 0,83 | 480      | 70,59                |
| Oliveira de Frades                           | 40,90 | 22,29 | 22,18 | 2,40 | 2,38 | 2,23 | 1,66 | 1,18 | 1,00 | 5 912    | 68,58                |

### Penalva do Castelo
| Partido                 | Partido                                  | Votos | %               | +/-   |
| ----------------------- | ---------------------------------------- | ----- | --------------- | ----- |
|                         | Aliança Democrática (PPD/PSD-CDS-PP-PPM) | 1 563 | 35,79 / 100,00  | 1,61  |
|                         | Partido Socialista                       | 1 408 | 32,24 / 100,00  | 17,74 |
|                         | CHEGA                                    | 745   | 17,06 / 100,00  | 10,64 |
|                         | Alternativa Democrática Nacional         | 124   | 2,84 / 100,00   | 2,79  |
|                         | Bloco de Esquerda                        | 93    | 2,13 / 100,00   | 0,02  |
|                         | Iniciativa Liberal                       | 90    | 2,06 / 100,00   | 0,54  |
|                         | Coligação Democrática Unitária (PCP-PEV) | 62    | 1,42 / 100,00   | 0,22  |
|                         | LIVRE                                    | 54    | 1,24 / 100,00   | 0,87  |
|                         | Outros (com menos de 1,00%)              | 84    | 1,92 / 100,00   |       |
| Votos Inválidos         | Votos Inválidos                          | 144   | 3,30 / 100,00   | 1,12  |
| Total                   | Total                                    | 4 367 | 100,00 / 100,00 |       |
| Eleitorado/Participação | Eleitorado/Participação                  | 7 247 | 60,26 / 100,00  | 5,37  |

| Freguesia                    | %     | %     | %     | %    | %    | %    | %    | %    | Votantes | Taxa de Participação |
| Freguesia                    | AD    | PS    | CH    | ADN  | BE   | IL   | CDU  | L    | Votantes | Taxa de Participação |
| ---------------------------- | ----- | ----- | ----- | ---- | ---- | ---- | ---- | ---- | -------- | -------------------- |
| Freguesia                    |       |       |       |      |      |      |      |      | Votantes | Taxa de Participação |
| Antas e Matela               | 45,34 | 24,15 | 18,64 | 2,54 | 0,42 | 2,12 | 0    | 0    | 236      | 63,27                |
| Castelo de Penalva           | 44,56 | 22,02 | 19,69 | 2,33 | 1,55 | 1,55 | 1,04 | 1,30 | 386      | 48,01                |
| Esmolfe                      | 40,52 | 26,02 | 12,64 | 2,97 | 5,20 | 4,83 | 0    | 2,23 | 269      | 62,12                |
| Germil                       | 30,59 | 36,99 | 20,55 | 3,20 | 3,20 | 1,83 | 0    | 0    | 219      | 61,69                |
| Ínsua                        | 33,11 | 35,09 | 15,03 | 2,73 | 2,31 | 2,15 | 2,39 | 2,06 | 1 211    | 62,58                |
| Lusinde                      | 36,88 | 23,40 | 20,57 | 4,26 | 6,38 | 2,84 | 0    | 2,13 | 141      | 64,68                |
| Pindo                        | 33,65 | 31,01 | 20,36 | 2,73 | 1,51 | 1,98 | 2,07 | 1,04 | 1 061    | 63,72                |
| Real                         | 27,86 | 37,14 | 20,00 | 4,29 | 5,00 | 2,14 | 2,14 | 0    | 140      | 61,14                |
| Sezures                      | 33,33 | 40,58 | 13,62 | 3,19 | 0,29 | 1,45 | 0,87 | 0,58 | 345      | 49,57                |
| Trancozelos                  | 24,26 | 50,30 | 16,57 | 0,59 | 0    | 1,78 | 0    | 1,18 | 169      | 67,60                |
| Vila Cova do Covelo e Mareco | 54,21 | 26,84 | 8,42  | 4,21 | 2,11 | 0    | 0,53 | 0    | 190      | 65,74                |
| Penalva do Castelo           | 35,79 | 32,24 | 17,06 | 2,84 | 2,13 | 2,06 | 1,42 | 1,24 | 4 367    | 60,26                |

### Penedono
| Partido                 | Partido                                  | Votos | %               | +/-   |
| ----------------------- | ---------------------------------------- | ----- | --------------- | ----- |
|                         | Aliança Democrática (PPD/PSD-CDS-PP-PPM) | 576   | 37,55 / 100,00  | 3,44  |
|                         | Partido Socialista                       | 400   | 26,08 / 100,00  | 14,55 |
|                         | CHEGA                                    | 329   | 21,45 / 100,00  | 12,08 |
|                         | Alternativa Democrática Nacional         | 57    | 3,72 / 100,00   | 3,58  |
|                         | Iniciativa Liberal                       | 31    | 2,02 / 100,00   | 0,22  |
|                         | Bloco de Esquerda                        | 28    | 1,83 / 100,00   | 0,17  |
|                         | Coligação Democrática Unitária (PCP-PEV) | 25    | 1,63 / 100,00   | 0,62  |
|                         | LIVRE                                    | 20    | 1,30 / 100,00   | 0,58  |
|                         | Outros (com menos de 1,00%)              | 28    | 1,83 / 100,00   |       |
| Votos Inválidos         | Votos Inválidos                          | 40    | 2,61 / 100,00   | 0,81  |
| Total                   | Total                                    | 1 534 | 100,00 / 100,00 |       |
| Eleitorado/Participação | Eleitorado/Participação                  | 2 798 | 54,82 / 100,00  | 7,09  |

| Freguesia         | %     | %     | %     | %    | %    | %    | %    | %    | Votantes | Taxa de Participação |
| Freguesia         | AD    | PS    | CH    | ADN  | IL   | BE   | CDU  | L    | Votantes | Taxa de Participação |
| ----------------- | ----- | ----- | ----- | ---- | ---- | ---- | ---- | ---- | -------- | -------------------- |
| Freguesia         |       |       |       |      |      |      |      |      | Votantes | Taxa de Participação |
| Antas e Ourozinho | 35,19 | 31,48 | 22,22 | 0,62 | 2,47 | 1,23 | 1,85 | 1,23 | 162      | 43,55                |
| Beselga           | 35,46 | 39,01 | 12,06 | 5,67 | 2,13 | 1,42 | 1,42 | 0,71 | 141      | 47,47                |
| Castainço         | 35,90 | 25,64 | 24,36 | 2,56 | 0    | 2,56 | 3,85 | 0    | 78       | 56,12                |
| Penedono e Granja | 34,84 | 24,11 | 24,73 | 3,89 | 3,11 | 1,24 | 1,56 | 1,71 | 643      | 59,26                |
| Penela da Beira   | 37,64 | 29,78 | 14,61 | 3,93 | 0    | 2,81 | 1,69 | 2,81 | 178      | 56,51                |
| Póvoa de Penela   | 35,44 | 27,22 | 22,15 | 3,80 | 0    | 3,80 | 1,90 | 0    | 158      | 47,45                |
| Souto             | 54,02 | 13,22 | 21,26 | 4,60 | 2,30 | 1,72 | 0,57 | 0,57 | 174      | 67,70                |
| Penedono          | 37,55 | 26,00 | 21,45 | 3,72 | 2,02 | 1,83 | 1,63 | 1,30 | 1 534    | 54,82                |

### Resende
| Partido                 | Partido                                  | Votos | %               | +/-   |
| ----------------------- | ---------------------------------------- | ----- | --------------- | ----- |
|                         | Aliança Democrática (PPD/PSD-CDS-PP-PPM) | 2 424 | 38,73 / 100,00  | 2,05  |
|                         | Partido Socialista                       | 2 205 | 35,23 / 100,00  | 12,12 |
|                         | CHEGA                                    | 820   | 13,10 / 100,00  | 8,19  |
|                         | Alternativa Democrática Nacional         | 183   | 2,92 / 100,00   | 2,88  |
|                         | Bloco de Esquerda                        | 142   | 2,27 / 100,00   | 1,11  |
|                         | Iniciativa Liberal                       | 97    | 1,55 / 100,00   | 0,31  |
|                         | Coligação Democrática Unitária (PCP-PEV) | 74    | 1,18 / 100,00   | 0,31  |
|                         | Outros (com menos de 1,00%)              | 182   | 2,91 / 100,00   |       |
| Votos Inválidos         | Votos Inválidos                          | 131   | 2,10 / 100,00   | 0,25  |
| Total                   | Total                                    | 6 258 | 100,00 / 100,00 |       |
| Eleitorado/Participação | Eleitorado/Participação                  | 9 722 | 64,37 / 100,00  | 10,58 |

| Freguesia                     | %     | %     | %     | %    | %    | %    | %    | Votantes | Taxa de Participação |
| Freguesia                     | AD    | PS    | CH    | ADN  | BE   | IL   | CDU  | Votantes | Taxa de Participação |
| ----------------------------- | ----- | ----- | ----- | ---- | ---- | ---- | ---- | -------- | -------------------- |
| Freguesia                     |       |       |       |      |      |      |      | Votantes | Taxa de Participação |
| Anreade e São Romão de Aregos | 36,88 | 39,37 | 12,10 | 1,92 | 2,04 | 1,36 | 1,02 | 884      | 73,00                |
| Barrô                         | 39,13 | 36,52 | 8,99  | 4,06 | 1,45 | 1,16 | 1,74 | 345      | 52,51                |
| Cárquere                      | 45,53 | 34,51 | 9,77  | 1,87 | 1,66 | 1,04 | 1,04 | 481      | 68,52                |
| Felgueiras e Feirão           | 49,62 | 25,00 | 12,12 | 1,52 | 1,52 | 0,76 | 1,89 | 264      | 75,86                |
| Freigil e Miomães             | 26,61 | 49,31 | 13,99 | 1,83 | 2,06 | 1,61 | 0,69 | 436      | 70,44                |
| Ovadas e Panchorra            | 40,10 | 39,58 | 7,29  | 4,69 | 2,08 | 1,56 | 1,04 | 192      | 70,85                |
| Paus                          | 34,64 | 43,57 | 10,71 | 3,93 | 0,36 | 0,71 | 0,36 | 280      | 67,15                |
| Resende                       | 37,78 | 33,21 | 14,19 | 2,66 | 3,56 | 2,02 | 1,54 | 1 882    | 65,97                |
| São Cipriano                  | 41,78 | 29,81 | 15,49 | 3,99 | 1,17 | 3,05 | 0,47 | 426      | 69,95                |
| São João de Fontoura          | 48,73 | 24,79 | 14,08 | 4,79 | 1,13 | 0,85 | 2,25 | 355      | 55,82                |
| São Martinho de Mouros        | 36,61 | 34,50 | 16,13 | 3,79 | 2,38 | 1,12 | 0,56 | 713      | 50,96                |
| Resende                       | 38,73 | 35,23 | 13,10 | 2,92 | 2,27 | 1,55 | 1,18 | 6 258    | 64,37                |

### Santa Comba Dão
| Partido                 | Partido                                  | Votos  | %               | +/-   |
| ----------------------- | ---------------------------------------- | ------ | --------------- | ----- |
|                         | Aliança Democrática (PPD/PSD-CDS-PP-PPM) | 2 326  | 36,75 / 100,00  | 1,40  |
|                         | Partido Socialista                       | 1 801  | 28,45 / 100,00  | 14,71 |
|                         | CHEGA                                    | 1 111  | 17,55 / 100,00  | 11,10 |
|                         | Alternativa Democrática Nacional         | 195    | 3,08 / 100,00   | 3,04  |
|                         | Bloco de Esquerda                        | 184    | 2,91 / 100,00   | 0,35  |
|                         | Iniciativa Liberal                       | 159    | 2,51 / 100,00   | 0,05  |
|                         | LIVRE                                    | 126    | 1,99 / 100,00   | 1,36  |
|                         | Pessoas–Animais–Natureza                 | 63     | 1,00 / 100,00   | 0,19  |
|                         | Outros (com menos de 1,00%)              | 119    | 1,89 / 100,00   |       |
| Votos Inválidos         | Votos Inválidos                          | 246    | 3,89 / 100,00   | 1,02  |
| Total                   | Total                                    | 6 330  | 100,00 / 100,00 |       |
| Eleitorado/Participação | Eleitorado/Participação                  | 10 153 | 62,35 / 100,00  | 9,54  |

| Freguesia                           | %     | %     | %     | %    | %    | %    | %    | %    | Votantes | Taxa de Participação |
| Freguesia                           | AD    | PS    | CH    | ADN  | BE   | IL   | L    | PAN  | Votantes | Taxa de Participação |
| ----------------------------------- | ----- | ----- | ----- | ---- | ---- | ---- | ---- | ---- | -------- | -------------------- |
| Freguesia                           |       |       |       |      |      |      |      |      | Votantes | Taxa de Participação |
| Ovoa e Vimieiro                     | 36,03 | 28,60 | 21,18 | 2,73 | 2,07 | 1,75 | 2,29 | 0,76 | 916      | 62,61                |
| Pinheiro de Ázere                   | 34,35 | 34,35 | 12,16 | 2,15 | 1,97 | 2,15 | 2,86 | 1,43 | 559      | 70,40                |
| Santa Comba Dão e Couto do Mosteiro | 37,13 | 26,62 | 17,18 | 3,21 | 3,85 | 3,53 | 2,10 | 0,87 | 2 521    | 63,37                |
| São Joaninho                        | 40,22 | 26,92 | 15,96 | 2,66 | 2,35 | 2,03 | 2,97 | 1,56 | 639      | 63,77                |
| São João de Areias                  | 36,17 | 29,76 | 18,61 | 3,36 | 2,31 | 1,37 | 1,16 | 1,05 | 951      | 54,37                |
| Treixedo e Nagozela                 | 35,89 | 29,70 | 18,41 | 3,76 | 2,69 | 2,15 | 0,81 | 0,81 | 744      | 63,75                |
| Santa Comba Dão                     | 36,75 | 28,45 | 17,55 | 3,08 | 2,91 | 2,51 | 1,99 | 1,00 | 6 330    | 62,35                |

### São João da Pesqueira
| Partido                 | Partido                                  | Votos | %               | +/-     |
| ----------------------- | ---------------------------------------- | ----- | --------------- | ------- |
|                         | Aliança Democrática (PPD/PSD-CDS-PP-PPM) | 1 341 | 33,92 / 100,00  | 4,68    |
|                         | Partido Socialista                       | 1 078 | 27,27 / 100,00  | 15,18   |
|                         | CHEGA                                    | 811   | 20,52 / 100,00  | 13,60   |
|                         | Alternativa Democrática Nacional         | 180   | 4,55 / 100,00   | 4,52    |
|                         | Bloco de Esquerda                        | 104   | 2,63 / 100,00   | 0,17    |
|                         | Iniciativa Liberal                       | 92    | 2,33 / 100,00   | 0,09    |
|                         | Pessoas–Animais–Natureza                 | 62    | 1,57 / 100,00   | 0,59    |
|                         | Coligação Democrática Unitária (PCP-PEV) | 61    | 1,54 / 100,00   | 0,02    |
|                         | Reagir Incluir Reciclar                  | 46    | 1,16 / 100,00   | Estável |
|                         | LIVRE                                    | 43    | 1,09 / 100,00   | 0,55    |
|                         | Outros (com menos de 1,00%)              | 29    | 0,75 / 100,00   |         |
| Votos Inválidos         | Votos Inválidos                          | 106   | 2,68 / 100,00   | 0,98    |
| Total                   | Total                                    | 3 953 | 100,00 / 100,00 |         |
| Eleitorado/Participação | Eleitorado/Participação                  | 6 480 | 61,00 / 100,00  | 10,24   |

| Freguesia                                 | %     | %     | %     | %    | %    | %    | %    | %    | %    | %    | Votantes | Taxa de Participação |
| Freguesia                                 | AD    | PS    | CH    | ADN  | BE   | IL   | PAN  | CDU  | RIR  | L    | Votantes | Taxa de Participação |
| ----------------------------------------- | ----- | ----- | ----- | ---- | ---- | ---- | ---- | ---- | ---- | ---- | -------- | -------------------- |
| Freguesia                                 |       |       |       |      |      |      |      |      |      |      | Votantes | Taxa de Participação |
| Castanheiro do Sul                        | 41,05 | 23,58 | 22,27 | 4,80 | 1,75 | 0    | 1,75 | 1,31 | 1,75 | 0    | 229      | 66,96                |
| Ervedosa do Douro                         | 29,79 | 27,89 | 24,86 | 3,98 | 3,23 | 2,85 | 1,90 | 1,33 | 1,33 | 1,14 | 527      | 51,62                |
| Nagozelo do Douro                         | 27,16 | 31,03 | 15,52 | 5,17 | 2,59 | 2,59 | 2,16 | 1,72 | 5,60 | 0,43 | 232      | 69,67                |
| Paredes da Beira                          | 41,81 | 23,34 | 21,25 | 5,57 | 1,74 | 0,35 | 1,74 | 0,35 | 0,70 | 1,05 | 287      | 57,06                |
| Riodades                                  | 28,09 | 40,00 | 16,17 | 5,53 | 1,70 | 0,85 | 0,43 | 2,13 | 1,28 | 0,43 | 235      | 55,42                |
| São João da Pesqueira e Várzea de Trevões | 33,10 | 25,74 | 21,55 | 3,88 | 2,79 | 3,95 | 1,47 | 1,71 | 0,70 | 1,94 | 1 290    | 63,52                |
| Soutelo do Douro                          | 36,73 | 30,91 | 16,36 | 3,27 | 3,64 | 1,82 | 0,73 | 1,09 | 0,73 | 1,09 | 275      | 77,46                |
| Trevões e Espinhosa                       | 34,41 | 27,65 | 20,58 | 4,82 | 1,29 | 0,64 | 0,96 | 1,93 | 0,32 | 0,96 | 311      | 58,35                |
| Vale de Figueira                          | 33,49 | 29,19 | 15,31 | 8,13 | 4,31 | 1,44 | 2,87 | 1,91 | 0    | 0    | 209      | 60,06                |
| Valongo dos Azeites                       | 35,38 | 26,92 | 15,38 | 4,62 | 3,08 | 2,31 | 1,54 | 3,08 | 2,31 | 0,77 | 130      | 59,36                |
| Vilarouco e Pereiros                      | 39,47 | 19,74 | 24,12 | 4,39 | 2,19 | 1,75 | 2,19 | 0,88 | 0,88 | 0    | 228      | 61,46                |
| São João da Pesqueira                     | 33,92 | 27,27 | 20,52 | 4,55 | 2,63 | 2,33 | 1,57 | 1,54 | 1,16 | 1,09 | 3 953    | 61,00                |

### São Pedro do Sul
| Partido                 | Partido                                  | Votos  | %               | +/-   |
| ----------------------- | ---------------------------------------- | ------ | --------------- | ----- |
|                         | Aliança Democrática (PPD/PSD-CDS-PP-PPM) | 3 161  | 33,62 / 100,00  | 2,63  |
|                         | Partido Socialista                       | 2 869  | 30,51 / 100,00  | 14,40 |
|                         | CHEGA                                    | 1 840  | 19,57 / 100,00  | 12,73 |
|                         | Alternativa Democrática Nacional         | 288    | 3,06 / 100,00   | 2,96  |
|                         | Bloco de Esquerda                        | 248    | 2,64 / 100,00   | 0,07  |
|                         | Iniciativa Liberal                       | 234    | 2,49 / 100,00   | 0,25  |
|                         | Coligação Democrática Unitária (PCP-PEV) | 152    | 1,62 / 100,00   | 0,34  |
|                         | LIVRE                                    | 139    | 1,48 / 100,00   | 0,85  |
|                         | Pessoas–Animais–Natureza                 | 108    | 1,15 / 100,00   | 0,40  |
|                         | Outros (com menos de 1,00%)              | 83     | 0,88 / 100,00   |       |
| Votos Inválidos         | Votos Inválidos                          | 281    | 2,99 / 100,00   | 0,55  |
| Total                   | Total                                    | 9 403  | 100,00 / 100,00 |       |
| Eleitorado/Participação | Eleitorado/Participação                  | 14 623 | 64,30 / 100,00  | 8,56  |

| Freguesia                                     | %     | %     | %     | %    | %    | %    | %    | %    | %    | Votantes | Taxa de Participação |
| Freguesia                                     | AD    | PS    | CH    | ADN  | BE   | IL   | CDU  | L    | PAN  | Votantes | Taxa de Participação |
| --------------------------------------------- | ----- | ----- | ----- | ---- | ---- | ---- | ---- | ---- | ---- | -------- | -------------------- |
| Freguesia                                     |       |       |       |      |      |      |      |      |      | Votantes | Taxa de Participação |
| Bordonhos                                     | 37,43 | 25,15 | 18,86 | 3,29 | 5,39 | 2,69 | 0    | 2,40 | 1,20 | 334      | 71,22                |
| Carvalhais e Candal                           | 30,49 | 30,37 | 24,67 | 3,08 | 2,14 | 1,54 | 1,07 | 0,95 | 0,71 | 843      | 62,12                |
| Figueiredo de Alva                            | 39,30 | 20,96 | 25,33 | 4,37 | 2,18 | 1,09 | 0,87 | 1,09 | 1,31 | 458      | 64,33                |
| Manhouce                                      | 30,69 | 37,91 | 12,64 | 5,05 | 1,44 | 2,53 | 2,53 | 0,72 | 0,36 | 277      | 49,46                |
| Pindelo dos Milagres                          | 38,22 | 30,10 | 13,35 | 5,24 | 2,62 | 2,88 | 0,79 | 1,05 | 1,31 | 382      | 59,87                |
| Pinho                                         | 41,18 | 23,98 | 24,43 | 2,26 | 0,68 | 2,04 | 1,58 | 0,45 | 1,13 | 442      | 68,32                |
| Santa Cruz da Trapa e São Cristóvão de Lafões | 31,44 | 28,05 | 23,70 | 2,90 | 3,51 | 1,81 | 1,45 | 1,33 | 1,21 | 827      | 61,44                |
| São Félix                                     | 32,62 | 34,33 | 21,03 | 2,15 | 0,86 | 1,72 | 0,43 | 0    | 0,43 | 233      | 68,13                |
| São Martinho das Moitas e Covas do Rio        | 25,66 | 44,08 | 12,50 | 5,92 | 2,63 | 3,29 | 1,32 | 1,32 | 0,66 | 152      | 56,09                |
| São Pedro do Sul, Várzea e Baiões             | 32,25 | 31,15 | 18,30 | 2,49 | 3,24 | 3,18 | 2,40 | 2,06 | 1,48 | 3 454    | 67,65                |
| Serrazes                                      | 29,73 | 31,89 | 23,42 | 4,32 | 1,80 | 1,80 | 0,90 | 0,90 | 1,26 | 555      | 62,29                |
| Sul                                           | 32,31 | 36,61 | 16,56 | 3,48 | 1,43 | 1,64 | 2,04 | 1,64 | 1,43 | 489      | 57,67                |
| Valadares                                     | 44,06 | 26,98 | 15,10 | 3,22 | 2,23 | 2,72 | 0,50 | 1,49 | 0,25 | 404      | 62,25                |
| Vila Maior                                    | 35,44 | 33,82 | 16,46 | 1,63 | 2,17 | 3,07 | 1,27 | 1,27 | 0,54 | 553      | 70,27                |
| São Pedro do Sul                              | 33,62 | 30,51 | 19,57 | 3,06 | 2,64 | 2,49 | 1,62 | 1,48 | 1,15 | 9 403    | 64,30                |

### Sátão
| Partido                 | Partido                                  | Votos  | %               | +/-   |
| ----------------------- | ---------------------------------------- | ------ | --------------- | ----- |
|                         | Aliança Democrática (PPD/PSD-CDS-PP-PPM) | 2 727  | 39,58 / 100,00  | 3,63  |
|                         | CHEGA                                    | 1 571  | 22,80 / 100,00  | 12,33 |
|                         | Partido Socialista                       | 1 468  | 21,31 / 100,00  | 14,59 |
|                         | Alternativa Democrática Nacional         | 290    | 4,21 / 100,00   | 4,09  |
|                         | Iniciativa Liberal                       | 168    | 2,44 / 100,00   | 0,05  |
|                         | Bloco de Esquerda                        | 159    | 2,31 / 100,00   | 0,16  |
|                         | LIVRE                                    | 94     | 1,36 / 100,00   | 0,93  |
|                         | Coligação Democrática Unitária (PCP-PEV) | 78     | 1,13 / 100,00   | 0,27  |
|                         | Outros (com menos de 1,00%)              | 147    | 2,14 / 100,00   |       |
| Votos Inválidos         | Votos Inválidos                          | 188    | 2,73 / 100,00   | 0,74  |
| Total                   | Total                                    | 6 890  | 100,00 / 100,00 |       |
| Eleitorado/Participação | Eleitorado/Participação                  | 12 201 | 56,47 / 100,00  | 10,05 |

| Freguesia                     | %     | %     | %     | %    | %    | %    | %    | %    | Votantes | Taxa de Participação |
| Freguesia                     | AD    | CH    | PS    | ADN  | IL   | BE   | L    | CDU  | Votantes | Taxa de Participação |
| ----------------------------- | ----- | ----- | ----- | ---- | ---- | ---- | ---- | ---- | -------- | -------------------- |
| Freguesia                     |       |       |       |      |      |      |      |      | Votantes | Taxa de Participação |
| Águas Boas e Forles           | 41,61 | 14,91 | 23,60 | 6,83 | 4,35 | 2,48 | 0    | 2,48 | 161      | 66,26                |
| Avelal                        | 48,01 | 26,71 | 14,44 | 3,25 | 1,44 | 0,72 | 0,36 | 1,44 | 277      | 66,43                |
| Ferreira de Aves              | 45,96 | 19,43 | 20,76 | 4,79 | 1,15 | 0,98 | 1,15 | 1,15 | 1 127    | 46,98                |
| Mioma                         | 39,36 | 21,59 | 18,22 | 5,36 | 4,13 | 3,22 | 0,92 | 1,99 | 653      | 54,01                |
| Rio de Moinhos                | 35,87 | 17,54 | 30,60 | 3,90 | 1,75 | 3,12 | 0,78 | 1,56 | 513      | 57,58                |
| Romãs, Decermilo e Vila Longa | 34,51 | 26,73 | 22,03 | 5,14 | 1,62 | 2,35 | 1,17 | 1,32 | 681      | 49,89                |
| São Miguel de Vila Boa        | 35,84 | 24,30 | 22,84 | 4,74 | 2,79 | 2,07 | 1,09 | 0,49 | 823      | 66,32                |
| Sátão                         | 39,47 | 22,84 | 20,69 | 3,17 | 3,00 | 2,96 | 2,24 | 0,93 | 2 364    | 59,59                |
| Silvã de Cima                 | 36,08 | 34,71 | 18,21 | 4,12 | 1,03 | 0,69 | 0    | 0,34 | 291      | 62,05                |
| Sátão                         | 39,58 | 22,80 | 21,31 | 4,21 | 2,44 | 2,31 | 1,36 | 1,13 | 6 890    | 56,47                |

### Sernancelhe
| Partido                 | Partido                                  | Votos | %               | +/-   |
| ----------------------- | ---------------------------------------- | ----- | --------------- | ----- |
|                         | Aliança Democrática (PPD/PSD-CDS-PP-PPM) | 2 153 | 60,11 / 100,00  | 1,46  |
|                         | Partido Socialista                       | 556   | 15,52 / 100,00  | 11,94 |
|                         | CHEGA                                    | 513   | 14,32 / 100,00  | 7,27  |
|                         | Alternativa Democrática Nacional         | 115   | 3,21 / 100,00   | 3,21  |
|                         | Bloco de Esquerda                        | 40    | 1,12 / 100,00   | 0,09  |
|                         | Outros (com menos de 1,00%)              | 131   | 3,67 / 100,00   |       |
| Votos Inválidos         | Votos Inválidos                          | 74    | 2,07 / 100,00   | 0,32  |
| Total                   | Total                                    | 3 582 | 100,00 / 100,00 |       |
| Eleitorado/Participação | Eleitorado/Participação                  | 5 044 | 71,02 / 100,00  | 7,45  |

| Freguesia                 | %     | %     | %     | %    | %    | Votantes | Taxa de Participação |
| Freguesia                 | AD    | PS    | CH    | ADN  | BE   | Votantes | Taxa de Participação |
| ------------------------- | ----- | ----- | ----- | ---- | ---- | -------- | -------------------- |
| Freguesia                 |       |       |       |      |      | Votantes | Taxa de Participação |
| Arnas                     | 56,82 | 16,67 | 14,39 | 5,30 | 1,52 | 132      | 61,68                |
| Carregal                  | 61,22 | 11,03 | 17,49 | 4,18 | 0,88 | 263      | 66,92                |
| Chosendo                  | 55,63 | 16,90 | 14,79 | 5,63 | 2,82 | 142      | 52,59                |
| Cunha                     | 72,11 | 10,00 | 11,05 | 2,11 | 0,53 | 190      | 64,41                |
| Faia                      | 47,01 | 23,93 | 15,38 | 3,42 | 0,85 | 117      | 71,78                |
| Ferreirim e Macieira      | 64,66 | 14,40 | 9,16  | 3,40 | 0,79 | 382      | 71,00                |
| Fonte Arcada e Escurquela | 68,51 | 17,87 | 8,94  | 1,28 | 0,85 | 235      | 71,87                |
| Granjal                   | 52,55 | 26,28 | 11,68 | 1,46 | 1,46 | 137      | 64,32                |
| Lamosa                    | 68,12 | 16,67 | 5,07  | 2,90 | 2,17 | 138      | 91,39                |
| Penso e Freixinho         | 50,91 | 17,73 | 20,00 | 2,27 | 1,36 | 220      | 71,20                |
| Quintela                  | 71,21 | 10,61 | 12,12 | 1,52 | 1,01 | 198      | 77,65                |
| Sernancelhe e Sarzeda     | 56,67 | 15,69 | 16,74 | 3,49 | 1,13 | 1 147    | 75,66                |
| Vila da Ponte             | 60,14 | 13,52 | 17,44 | 3,91 | 1,07 | 281      | 70,25                |
| Sernancelhe               | 60,11 | 15,52 | 14,32 | 3,21 | 1,12 | 3 582    | 71,02                |

### Tabuaço
| Partido                 | Partido                                  | Votos | %               | +/-   |
| ----------------------- | ---------------------------------------- | ----- | --------------- | ----- |
|                         | Aliança Democrática (PPD/PSD-CDS-PP-PPM) | 1 055 | 37,57 / 100,00  | 3,46  |
|                         | Partido Socialista                       | 739   | 26,32 / 100,00  | 16,48 |
|                         | CHEGA                                    | 630   | 22,44 / 100,00  | 14,90 |
|                         | Alternativa Democrática Nacional         | 70    | 2,49 / 100,00   | 2,18  |
|                         | Iniciativa Liberal                       | 66    | 2,35 / 100,00   | 1,22  |
|                         | Bloco de Esquerda                        | 57    | 2,03 / 100,00   | 0,39  |
|                         | LIVRE                                    | 34    | 1,21 / 100,00   | 0,90  |
|                         | Coligação Democrática Unitária (PCP-PEV) | 34    | 1,21 / 100,00   | 0,43  |
|                         | Outros (com menos de 1,00%)              | 52    | 1,85 / 100,00   |       |
| Votos Inválidos         | Votos Inválidos                          | 71    | 2,53 / 100,00   | 0,65  |
| Total                   | Total                                    | 2 808 | 100,00 / 100,00 |       |
| Eleitorado/Participação | Eleitorado/Participação                  | 4 633 | 60,61 / 100,00  | 7,47  |

| Freguesia                    | %     | %     | %     | %    | %    | %    | %    | %    | Votantes | Taxa de Participação |
| Freguesia                    | AD    | PS    | CH    | ADN  | IL   | BE   | L    | CDU  | Votantes | Taxa de Participação |
| ---------------------------- | ----- | ----- | ----- | ---- | ---- | ---- | ---- | ---- | -------- | -------------------- |
| Freguesia                    |       |       |       |      |      |      |      |      | Votantes | Taxa de Participação |
| Adorigo                      | 44,16 | 16,88 | 20,78 | 0,65 | 6,49 | 5,19 | 0    | 1,30 | 154      | 58,56                |
| Arcos                        | 34,44 | 25,56 | 30,00 | 4,44 | 1,11 | 0    | 0    | 0    | 90       | 61,22                |
| Barcos e Santa Leocádia      | 38,89 | 19,30 | 28,65 | 2,63 | 2,92 | 1,46 | 0,29 | 2,34 | 342      | 64,53                |
| Chavães                      | 36,17 | 30,85 | 24,47 | 2,66 | 0    | 0    | 0,53 | 1,60 | 188      | 63,95                |
| Desejosa                     | 28,36 | 31,34 | 16,42 | 1,49 | 1,49 | 5,97 | 0    | 2,99 | 67       | 53,17                |
| Granja do Tedo               | 66,35 | 9,62  | 7,69  | 3,85 | 2,88 | 0    | 3,85 | 0,96 | 104      | 72,22                |
| Longa                        | 45,79 | 14,95 | 22,43 | 3,74 | 0    | 2,80 | 1,87 | 0,93 | 107      | 52,97                |
| Paradela e Granjinha         | 36,36 | 29,55 | 20,45 | 0    | 0    | 0    | 0    | 2,27 | 44       | 40,00                |
| Pinheiros e Vale de Figueira | 54,19 | 16,77 | 18,06 | 4,52 | 2,58 | 1,94 | 0    | 0    | 155      | 66,81                |
| Sendim                       | 33,64 | 26,17 | 25,86 | 3,43 | 1,56 | 0    | 3,74 | 1,87 | 321      | 51,61                |
| Tabuaço                      | 36,41 | 30,50 | 19,62 | 1,65 | 3,31 | 2,48 | 1,06 | 1,18 | 846      | 65,18                |
| Távora e Pereiro             | 28,02 | 35,34 | 25,00 | 3,02 | 1,29 | 1,72 | 2,16 | 0    | 232      | 59,95                |
| Valença do Douro             | 23,42 | 35,44 | 25,32 | 1,90 | 0,63 | 5,70 | 0    | 0    | 158      | 56,83                |
| Tabuaço                      | 37,57 | 26,32 | 22,44 | 2,49 | 2,35 | 2,03 | 1,21 | 1,21 | 2 808    | 60,61                |

### Tarouca
| Partido                 | Partido                                  | Votos | %               | +/-   |
| ----------------------- | ---------------------------------------- | ----- | --------------- | ----- |
|                         | Aliança Democrática (PPD/PSD-CDS-PP-PPM) | 1 517 | 35,44 / 100,00  | 5,69  |
|                         | Partido Socialista                       | 1 093 | 25,54 / 100,00  | 13,06 |
|                         | CHEGA                                    | 964   | 22,52 / 100,00  | 13,97 |
|                         | Alternativa Democrática Nacional         | 154   | 3,60 / 100,00   | 3,44  |
|                         | Bloco de Esquerda                        | 135   | 3,15 / 100,00   | 0,24  |
|                         | Coligação Democrática Unitária (PCP-PEV) | 90    | 2,10 / 100,00   | 0,33  |
|                         | Iniciativa Liberal                       | 80    | 1,87 / 100,00   | 0,03  |
|                         | Pessoas–Animais–Natureza                 | 59    | 1,38 / 100,00   | 0,55  |
|                         | Outros (com menos de 1,00%)              | 95    | 2,21 / 100,00   |       |
| Votos Inválidos         | Votos Inválidos                          | 93    | 2,17 / 100,00   | 0,08  |
| Total                   | Total                                    | 4 280 | 100,00 / 100,00 |       |
| Eleitorado/Participação | Eleitorado/Participação                  | 7 161 | 59,77 / 100,00  | 7,39  |

| Freguesia                       | %     | %     | %     | %    | %    | %    | %    | %    | Votantes | Taxa de Participação |
| Freguesia                       | AD    | PS    | CH    | ADN  | BE   | CDU  | IL   | PAN  | Votantes | Taxa de Participação |
| ------------------------------- | ----- | ----- | ----- | ---- | ---- | ---- | ---- | ---- | -------- | -------------------- |
| Freguesia                       |       |       |       |      |      |      |      |      | Votantes | Taxa de Participação |
| Gouviães e Ucanha               | 33,16 | 27,04 | 21,43 | 3,32 | 3,57 | 5,10 | 1,79 | 1,28 | 392      | 54,98                |
| Granja Nova e Vila Chã da Beira | 25,54 | 29,50 | 28,42 | 3,60 | 3,96 | 1,80 | 2,16 | 0,36 | 278      | 64,20                |
| Mondim da Beira                 | 35,64 | 24,86 | 21,27 | 4,70 | 3,59 | 4,14 | 1,66 | 1,10 | 362      | 64,76                |
| Salzedas                        | 36,19 | 25,14 | 25,14 | 4,97 | 2,21 | 0,83 | 0,55 | 0,83 | 362      | 54,27                |
| São João de Tarouca             | 41,67 | 26,81 | 14,86 | 2,90 | 3,26 | 2,17 | 0,36 | 1,81 | 276      | 53,91                |
| Tarouca e Dálvares              | 35,05 | 25,12 | 23,19 | 3,46 | 3,01 | 1,53 | 2,29 | 1,65 | 2 488    | 61,65                |
| Várzea da Serra                 | 56,56 | 20,49 | 12,30 | 1,64 | 4,10 | 2,46 | 0,82 | 0    | 122      | 50,62                |
| Tarouca                         | 35,44 | 25,54 | 22,52 | 3,60 | 3,15 | 2,10 | 1,87 | 1,38 | 4 280    | 59,77                |

### Tondela
| Partido                 | Partido                                  | Votos  | %               | +/-     |
| ----------------------- | ---------------------------------------- | ------ | --------------- | ------- |
|                         | Aliança Democrática (PPD/PSD-CDS-PP-PPM) | 5 946  | 37,30 / 100,00  | 2,19    |
|                         | Partido Socialista                       | 4 176  | 26,19 / 100,00  | 14,49   |
|                         | CHEGA                                    | 2 940  | 18,44 / 100,00  | 10,89   |
|                         | Alternativa Democrática Nacional         | 535    | 3,36 / 100,00   | 3,25    |
|                         | Bloco de Esquerda                        | 485    | 3,04 / 100,00   | Estável |
|                         | Iniciativa Liberal                       | 455    | 2,85 / 100,00   | 0,22    |
|                         | LIVRE                                    | 269    | 1,69 / 100,00   | 1,00    |
|                         | Coligação Democrática Unitária (PCP-PEV) | 249    | 1,56 / 100,00   | 0,23    |
|                         | Pessoas–Animais–Natureza                 | 193    | 1,21 / 100,00   | 0,38    |
|                         | Outros (com menos de 1,00%)              | 133    | 0,83 / 100,00   |         |
| Votos Inválidos         | Votos Inválidos                          | 562    | 3,52 / 100,00   | 1,13    |
| Total                   | Total                                    | 15 943 | 100,00 / 100,00 |         |
| Eleitorado/Participação | Eleitorado/Participação                  | 24 357 | 65,46 / 100,00  | 8,18    |

| Freguesia                                | %     | %     | %     | %    | %    | %    | %    | %    | %    | Votantes | Taxa de Participação |
| Freguesia                                | AD    | PS    | CH    | ADN  | BE   | IL   | L    | CDU  | PAN  | Votantes | Taxa de Participação |
| ---------------------------------------- | ----- | ----- | ----- | ---- | ---- | ---- | ---- | ---- | ---- | -------- | -------------------- |
| Freguesia                                |       |       |       |      |      |      |      |      |      | Votantes | Taxa de Participação |
| Barreiro de Besteiros e Tourigo          | 50,83 | 11,94 | 19,38 | 5,13 | 2,18 | 2,70 | 1,41 | 0,77 | 0,90 | 779      | 67,74                |
| Campo de Besteiros                       | 31,35 | 29,99 | 18,84 | 3,97 | 3,72 | 2,97 | 1,24 | 1,61 | 1,49 | 807      | 67,93                |
| Canas de Santa Maria                     | 35,38 | 27,14 | 20,70 | 2,31 | 2,31 | 2,41 | 1,31 | 1,21 | 1,81 | 995      | 66,82                |
| Caparrosa e Silvares                     | 40,18 | 26,19 | 18,94 | 3,89 | 0,53 | 2,48 | 0,53 | 0,71 | 1,24 | 565      | 71,79                |
| Castelões                                | 43,45 | 20,03 | 21,28 | 2,64 | 3,02 | 2,27 | 0,63 | 1,39 | 0,76 | 794      | 61,08                |
| Dardavaz                                 | 48,61 | 18,12 | 19,19 | 3,84 | 3,20 | 1,28 | 0,85 | 0,85 | 0,43 | 469      | 65,41                |
| Ferreirós do Dão                         | 34,30 | 27,05 | 23,19 | 3,86 | 1,93 | 2,42 | 1,93 | 0,97 | 0,97 | 207      | 55,95                |
| Guardão                                  | 36,26 | 32,95 | 11,09 | 3,64 | 2,65 | 2,81 | 1,82 | 4,30 | 0,66 | 604      | 56,66                |
| Lajeosa do Dão                           | 35,35 | 25,81 | 26,74 | 2,67 | 1,40 | 2,91 | 1,40 | 0,58 | 0,58 | 860      | 55,45                |
| Lobão da Beira                           | 29,12 | 29,27 | 18,75 | 4,57 | 4,27 | 3,20 | 1,68 | 1,37 | 1,68 | 656      | 69,27                |
| Molelos                                  | 33,33 | 33,96 | 14,10 | 2,80 | 4,05 | 2,65 | 1,87 | 1,32 | 1,40 | 1 284    | 61,88                |
| Mouraz e Vila Nova da Rainha             | 39,67 | 24,58 | 19,00 | 2,14 | 2,73 | 2,73 | 1,19 | 1,78 | 1,66 | 842      | 68,46                |
| Parada de Gonta                          | 40,77 | 25,00 | 15,32 | 3,60 | 2,93 | 2,70 | 0,90 | 1,58 | 1,58 | 444      | 57,74                |
| Santiago de Besteiros                    | 38,52 | 25,68 | 18,69 | 4,28 | 2,00 | 2,57 | 0,86 | 1,85 | 0,86 | 701      | 66,89                |
| São João do Monte e Mosteirinho          | 47,44 | 15,75 | 20,47 | 6,30 | 1,38 | 1,97 | 1,38 | 2,17 | 0,39 | 508      | 64,39                |
| São Miguel do Outeiro e Sabugosa         | 29,80 | 30,82 | 21,48 | 3,84 | 3,58 | 1,92 | 1,66 | 1,92 | 0,77 | 782      | 65,06                |
| Tonda                                    | 34,92 | 28,81 | 16,27 | 3,22 | 3,73 | 3,22 | 1,86 | 1,19 | 1,53 | 590      | 68,37                |
| Tondela e Nandufe                        | 34,31 | 27,71 | 16,88 | 2,63 | 4,20 | 3,88 | 2,82 | 2,00 | 1,41 | 3 194    | 69,42                |
| Vilar de Besteiros e Mosteiro de Fráguas | 42,58 | 23,20 | 17,40 | 3,60 | 2,32 | 2,90 | 2,32 | 0,93 | 1,39 | 862      | 70,95                |
| Tondela                                  | 37,30 | 26,19 | 18,44 | 3,36 | 3,04 | 2,85 | 1,69 | 1,56 | 1,21 | 15 943   | 65,46                |

### Vila Nova de Paiva
| Partido                 | Partido                                  | Votos | %               | +/-   |
| ----------------------- | ---------------------------------------- | ----- | --------------- | ----- |
|                         | Aliança Democrática (PPD/PSD-CDS-PP-PPM) | 1 255 | 44,60 / 100,00  | 5,11  |
|                         | Partido Socialista                       | 579   | 20,58 / 100,00  | 13,02 |
|                         | CHEGA                                    | 529   | 18,80 / 100,00  | 11,86 |
|                         | Alternativa Democrática Nacional         | 130   | 4,62 / 100,00   | 4,58  |
|                         | Iniciativa Liberal                       | 82    | 2,91 / 100,00   | 0,56  |
|                         | Coligação Democrática Unitária (PCP-PEV) | 36    | 1,28 / 100,00   | 0,34  |
|                         | Bloco de Esquerda                        | 35    | 1,24 / 100,00   | 0,20  |
|                         | LIVRE                                    | 29    | 1,03 / 100,00   | 0,84  |
|                         | Outros (com menos de 1,00%)              | 57    | 2,04 / 100,00   |       |
| Votos Inválidos         | Votos Inválidos                          | 82    | 2,91 / 100,00   | 0,60  |
| Total                   | Total                                    | 2 814 | 100,00 / 100,00 |       |
| Eleitorado/Participação | Eleitorado/Participação                  | 5 735 | 49,07 / 100,00  | 5,26  |

| Freguesia                            | %     | %     | %     | %    | %    | %    | %    | %    | Votantes | Taxa de Participação |
| Freguesia                            | AD    | PS    | CH    | ADN  | IL   | CDU  | BE   | L    | Votantes | Taxa de Participação |
| ------------------------------------ | ----- | ----- | ----- | ---- | ---- | ---- | ---- | ---- | -------- | -------------------- |
| Freguesia                            |       |       |       |      |      |      |      |      | Votantes | Taxa de Participação |
| Pendilhe                             | 30,72 | 24,57 | 26,28 | 4,44 | 3,75 | 2,05 | 1,71 | 1,37 | 293      | 62,47                |
| Queiriga                             | 45,93 | 22,97 | 17,73 | 5,52 | 2,33 | 0,87 | 1,16 | 1,45 | 344      | 36,83                |
| Touro                                | 47,33 | 21,78 | 17,23 | 5,35 | 2,38 | 0,20 | 1,19 | 0,59 | 505      | 48,05                |
| Vila Cova à Coelheira                | 46,51 | 17,55 | 23,26 | 4,44 | 1,90 | 0,63 | 1,27 | 0,21 | 473      | 45,61                |
| Vila Nova de Paiva, Alhais e Fráguas | 45,70 | 19,60 | 16,18 | 4,17 | 3,50 | 1,92 | 1,17 | 1,33 | 1 199    | 53,43                |
| Vila Nova de Paiva                   | 44,60 | 20,58 | 18,80 | 4,62 | 2,91 | 1,28 | 1,24 | 1,03 | 2 814    | 49,07                |

### Viseu
| Partido                 | Partido                                  | Votos  | %               | +/-   |
| ----------------------- | ---------------------------------------- | ------ | --------------- | ----- |
|                         | Aliança Democrática (PPD/PSD-CDS-PP-PPM) | 21 781 | 35,60 / 100,00  | 2,90  |
|                         | Partido Socialista                       | 15 696 | 25,65 / 100,00  | 13,54 |
|                         | CHEGA                                    | 12 073 | 19,73 / 100,00  | 11,58 |
|                         | Iniciativa Liberal                       | 2 423  | 3,96 / 100,00   | 0,15  |
|                         | Bloco de Esquerda                        | 2 100  | 3,43 / 100,00   | 0,15  |
|                         | Alternativa Democrática Nacional         | 1 813  | 2,96 / 100,00   | 2,83  |
|                         | LIVRE                                    | 1 550  | 2,53 / 100,00   | 1,61  |
|                         | Pessoas–Animais–Natureza                 | 943    | 1,54 / 100,00   | 0,34  |
|                         | Coligação Democrática Unitária (PCP-PEV) | 715    | 1,17 / 100,00   | 0,46  |
|                         | Outros (com menos de 1,00%)              | 497    | 0,82 / 100,00   |       |
| Votos Inválidos         | Votos Inválidos                          | 1 599  | 2,61 / 100,00   | 0,56  |
| Total                   | Total                                    | 61 190 | 100,00 / 100,00 |       |
| Eleitorado/Participação | Eleitorado/Participação                  | 92 381 | 66,24 / 100,00  | 9,42  |

| Freguesia                          | %     | %     | %     | %    | %    | %    | %    | %    | %    | Votantes | Taxa de Participação |
| Freguesia                          | AD    | PS    | CH    | IL   | BE   | ADN  | L    | PAN  | CDU  | Votantes | Taxa de Participação |
| ---------------------------------- | ----- | ----- | ----- | ---- | ---- | ---- | ---- | ---- | ---- | -------- | -------------------- |
| Freguesia                          |       |       |       |      |      |      |      |      |      | Votantes | Taxa de Participação |
| Abraveses                          | 34,35 | 25,00 | 20,47 | 4,27 | 3,67 | 2,71 | 2,61 | 2,02 | 1,71 | 5 101    | 66,69                |
| Barreiros e Cepões                 | 37,15 | 27,20 | 18,40 | 3,94 | 1,39 | 3,47 | 1,74 | 0,93 | 0,58 | 864      | 53,10                |
| Boa Aldeia, Farminhão e Torredeita | 28,45 | 35,12 | 20,86 | 1,72 | 3,17 | 2,38 | 1,98 | 1,19 | 0,73 | 1 515    | 67,21                |
| Bodiosa                            | 39,86 | 17,78 | 24,42 | 3,15 | 2,88 | 5,00 | 0,92 | 1,52 | 0,76 | 1 839    | 64,48                |
| Calde                              | 41,26 | 23,52 | 20,50 | 2,52 | 2,52 | 4,40 | 1,51 | 0,38 | 0,50 | 795      | 55,36                |
| Campo                              | 35,79 | 20,82 | 23,42 | 4,31 | 3,32 | 3,88 | 2,01 | 1,55 | 1,22 | 3 040    | 64,99                |
| Cavernães                          | 37,74 | 22,62 | 22,62 | 3,21 | 1,43 | 3,45 | 1,55 | 1,43 | 1,07 | 840      | 64,17                |
| Cota                               | 41,91 | 25,74 | 16,60 | 1,91 | 1,49 | 4,47 | 1,28 | 1,91 | 1,49 | 470      | 44,80                |
| Coutos de Viseu                    | 29,20 | 28,56 | 26,31 | 3,10 | 2,25 | 2,25 | 0,96 | 1,50 | 1,28 | 935      | 64,80                |
| Fail e Vila Chã de Sá              | 27,39 | 27,14 | 27,88 | 4,46 | 2,48 | 2,73 | 1,61 | 1,55 | 0,99 | 1 614    | 65,34                |
| Fragosela                          | 33,85 | 28,75 | 20,17 | 3,24 | 2,58 | 3,66 | 1,56 | 1,68 | 1,26 | 1 666    | 69,10                |
| Lordosa                            | 37,12 | 24,53 | 21,69 | 1,99 | 1,80 | 5,02 | 1,61 | 0,76 | 0,47 | 1 056    | 56,14                |
| Mundão                             | 34,87 | 24,01 | 20,68 | 4,37 | 4,12 | 3,70 | 2,85 | 1,39 | 1,03 | 1 649    | 73,22                |
| Orgens                             | 35,42 | 26,37 | 18,22 | 3,73 | 4,42 | 2,96 | 2,74 | 1,37 | 1,37 | 2 332    | 69,63                |
| Povolide                           | 36,88 | 24,19 | 26,14 | 2,17 | 1,90 | 4,34 | 1,19 | 1,19 | 0,54 | 922      | 57,66                |
| Ranhados                           | 35,76 | 26,17 | 16,82 | 4,99 | 4,10 | 2,54 | 3,51 | 1,53 | 1,06 | 3 389    | 69,68                |
| Repeses e São Salvador             | 34,88 | 28,71 | 16,74 | 4,98 | 3,73 | 1,89 | 2,96 | 1,45 | 1,07 | 3 919    | 72,29                |
| Ribafeita                          | 44,93 | 21,55 | 21,69 | 2,39 | 2,25 | 2,39 | 0,99 | 0,42 | 0,42 | 710      | 61,95                |
| Rio de Loba                        | 35,71 | 24,11 | 20,70 | 4,35 | 3,51 | 2,81 | 2,59 | 1,65 | 1,28 | 5 704    | 67,52                |
| Santos Evos                        | 30,17 | 31,30 | 22,26 | 2,94 | 2,94 | 3,62 | 1,36 | 1,13 | 1,02 | 885      | 60,74                |
| São Cipriano e Vil de Souto        | 37,04 | 23,60 | 21,84 | 2,56 | 2,56 | 3,36 | 1,36 | 1,84 | 1,92 | 1 250    | 71,59                |
| São João de Lourosa                | 32,64 | 25,54 | 24,77 | 3,87 | 2,53 | 3,30 | 1,93 | 1,09 | 1,02 | 2 846    | 66,59                |
| São Pedro de France                | 39,10 | 26,71 | 22,84 | 2,84 | 1,03 | 2,06 | 0,77 | 0,65 | 0,90 | 775      | 66,81                |
| Silgueiros                         | 31,95 | 26,51 | 27,59 | 1,62 | 3,29 | 2,75 | 1,67 | 0,75 | 0,59 | 1 856    | 60,14                |
| Viseu                              | 37,53 | 26,16 | 14,91 | 4,57 | 4,30 | 2,58 | 3,63 | 1,87 | 1,31 | 15 218   | 67,58                |
| Viseu                              | 35,60 | 25,65 | 19,73 | 3,96 | 3,43 | 2,96 | 2,53 | 1,54 | 1,17 | 61 190   | 66,24                |

### Vouzela
| Partido                 | Partido                                  | Votos | %               | +/-   |
| ----------------------- | ---------------------------------------- | ----- | --------------- | ----- |
|                         | Aliança Democrática (PPD/PSD-CDS-PP-PPM) | 2 300 | 38,37 / 100,00  | 1,97  |
|                         | Partido Socialista                       | 1 684 | 28,09 / 100,00  | 12,62 |
|                         | CHEGA                                    | 1 177 | 19,63 / 100,00  | 11,37 |
|                         | Alternativa Democrática Nacional         | 163   | 2,72 / 100,00   | 2,55  |
|                         | Iniciativa Liberal                       | 143   | 2,39 / 100,00   | 0,26  |
|                         | Bloco de Esquerda                        | 111   | 1,85 / 100,00   | 1,00  |
|                         | LIVRE                                    | 87    | 1,45 / 100,00   | 0,80  |
|                         | Coligação Democrática Unitária (PCP-PEV) | 62    | 1,03 / 100,00   | 0,19  |
|                         | Outros (com menos de 1,00%)              | 104   | 1,73 / 100,00   |       |
| Votos Inválidos         | Votos Inválidos                          | 164   | 2,73 / 100,00   | 0,59  |
| Total                   | Total                                    | 5 995 | 100,00 / 100,00 |       |
| Eleitorado/Participação | Eleitorado/Participação                  | 8 827 | 67,92 / 100,00  | 9,34  |

| Freguesia                        | %     | %     | %     | %    | %    | %    | %    | %    | Votantes | Taxa de Participação |
| Freguesia                        | AD    | PS    | CH    | ADN  | IL   | BE   | L    | CDU  | Votantes | Taxa de Participação |
| -------------------------------- | ----- | ----- | ----- | ---- | ---- | ---- | ---- | ---- | -------- | -------------------- |
| Freguesia                        |       |       |       |      |      |      |      |      | Votantes | Taxa de Participação |
| Alcofra                          | 37,23 | 30,21 | 20,47 | 3,51 | 3,70 | 0,58 | 0,78 | 0,58 | 513      | 59,44                |
| Cambra e Carvalhal de Vermilhas  | 47,54 | 15,37 | 24,13 | 2,88 | 1,68 | 2,52 | 0,96 | 1,56 | 833      | 66,91                |
| Campia                           | 45,46 | 12,88 | 26,88 | 3,14 | 2,35 | 0,56 | 1,46 | 1,34 | 893      | 68,32                |
| Fataunços e Figueiredo das Donas | 37,15 | 30,80 | 18,11 | 2,17 | 2,63 | 1,86 | 2,01 | 1,08 | 646      | 69,91                |
| Fornelo do Monte                 | 34,15 | 45,73 | 11,59 | 3,66 | 1,22 | 0,61 | 0    | 0    | 164      | 69,79                |
| Queirã                           | 33,54 | 33,05 | 20,22 | 3,33 | 2,47 | 1,97 | 1,11 | 0,74 | 811      | 69,08                |
| São Miguel do Mato               | 38,51 | 27,01 | 22,41 | 1,53 | 1,15 | 3,45 | 0,38 | 0,38 | 522      | 65,41                |
| Ventosa                          | 32,78 | 39,39 | 12,74 | 1,89 | 3,07 | 1,18 | 1,89 | 0,94 | 424      | 66,88                |
| Vouzela e Paços de Vilharigues   | 33,56 | 36,67 | 13,46 | 2,52 | 2,61 | 2,52 | 2,52 | 1,26 | 1 189    | 72,19                |
| Vouzela                          | 38,37 | 28,09 | 19,63 | 2,72 | 2,39 | 1,85 | 1,45 | 1,03 | 5 995    | 67,92                |

## Lista de Deputados Eleitos
A lista apresentada é conforme a aplicação do Método D'Hondt:
| N.º | Nome                                      | Partido | Partido            | Partido                       | Quociente  |
| --- | ----------------------------------------- | ------- | ------------------ | ----------------------------- | ---------- |
| 1   | António Leitão Amaro                      |         |                    | Aliança Democrática (PPD/PSD) | 76927      |
| 2   | Elza Pais                                 |         | Partido Socialista | Partido Socialista            | 58077      |
| 3   | João José Rodrigues Tilly                 |         | CHEGA              | CHEGA                         | 41159      |
| 4   | Pedro Filipe dos Santos Alves             |         |                    | Aliança Democrática (PPD/PSD) | 38463,5    |
| 5   | José Rui Alves Duarte da Cruz             |         | Partido Socialista | Partido Socialista            | 29038,5    |
| 6   | Inês Carmelo Rosa Calado Lopes Domingos   |         |                    | Aliança Democrática (PPD/PSD) | 25642,3333 |
| 7   | Bernardo Cappelle Homem Caldeira Pessanha |         | CHEGA              | CHEGA                         | 20579,5    |
| 8   | João Nuno Ferreira Gonçalves de Azevedo   |         | Partido Socialista | Partido Socialista            | 19359      |